# Història del tir olímpic a Catalunya
Breu història del tir olímpic a Catalunya.

## Història

### El Tiro Nacional de Barcelona

Pictograma del tir olímpic

El tir, en l'àmbit esportiu, entra a Catalunya a final del segle xix, on diverses sales de Barcelona organitzaven concursos de tir amb carrabina i pistola. Però no fou fins a l'any 1905 que aquest esport s'organitza amb la creació del Tiro Nacional de Barcelona, fundat per Alberto Enrique María de Borbón com a delegació del Tiro Nacional de España, que fou constituït a Madrid l'any 1900. La Federació Catalana de Tir Olímpic no va néixer com a tal fins a l'any 1983, i fou el Tiro Nacional l'entitat que regulà la branca de precisió d'aquest esport fins a la dècada dels anys 1980. D'altra banda, el tir al plat va estar lligat a l'Associació de Caçadors de Catalunya (anys vint) i a la Federació Catalana de Tir al Plat des de 1939.
Aquests primers anys de l'entitat en fou un dels membres més destacats Josep Maria Miró i Trepat, vicepresident del club (1906) i tirador (participà en les proves de pistola dels Jocs Olímpics d'Anvers de 1920). Altres tiradors destacats foren Antoni Modolell, campió en nombrosos concursos de tir entre el 1910 i el 1930, i Bonaventura Bagaria, que participà en la prova de 50 m carrabina estès dels Jocs Olímpics de Los Angeles de 1932.
El club s'establí l'any 1907 a uns terrenys situats a la carretera d'accés al castell de Montjuïc, on el 1921 hi habilità una galeria de tir de 50 metres, una galeria de fusell de guerra i de carrabina de calibre de 22 i una altra d'arma curta.
Després de la Guerra Civil, el tir olímpic fou monopolitzat per l'estament militar. A Catalunya apareixen nous clubs com el Club de Tir de Precisió de Terrassa (1945) i el Club de Tir Sabadell (1954). Pel que fa als esportistes, destacà Pelegrí Esteve, que participà en la prova de pistola de velocitat a 25 m dels Jocs Olímpics de Londres de 1948.

### La Federació de tir olímpic
El 21 de novembre de 1968 es van fusionar les federacions espanyoles de Tiro al Plato i el Tiro Nacional donant pas al naixement de la Federación Nacional de Tiro Olímpico Español, la qual s'organitzà en delegacions provincials. Així, la Federació Catalana de Tir al Plat (1939) fou absorbida pel Tiro Nacional de Barcelona, i la Federació de Barcelona de Tir Olímpic. El 1983 nasqué la Federació Catalana de Tir Olímpic (FCTO), mentre que el Tiro Nacional de Barcelona es va reconvertir en un club esportiu privat sota la denominació de Tir Esportiu de Barcelona (1982). Altes clubs que nasqueren durant aquest període foren el Club de Tir de Precisió de Manresa (1959), el Club de Tir Olímpic Girona (1966), el Club de Tir Olímpic Berga (1972), el Club de Tir de Precisió de Granollers (1975), Club de Tir Esportiu d'Osona (1978), el Club de Tir Jordi Tarragó (1982), el Club de Tir Igualada (1983) i el Club de Tir Olímpic Lleida (1985).
Pel que fa als tiradors, la dècada de 1960 comença amb tres membres del Tiro Nacional de Barcelona als Jocs Olímpics de Roma de 1960: Joan Santiago Malo en tir al plat, i Josep Llorens i Luis Palomo en tir de precisió. Més tard destacaren Joan Thomas, olímpic a Tòquio 1964 i quatre vegades campió d'Espanya de pistola de velocitat, Lluís del Cerro, campió d'Espanya de precisió, rècord del món de matx anglès (1970) i quatre vegades olímpic, Josep Maria Pigrau, tres cops olímpic en carrabina tres posicions, o Jaume Bladas, present als Jocs Olímpics de Tòquio (1964) i Mèxic (1968), seleccionador espanyol (1983-92) i director de la competició de tir als Jocs Olímpics de Barcelona (1992). A la dècada dels 1970 i 1980 sobresurten els noms de Ricard Sancho, qui participà en tres Jocs Olímpics (1972, 1980, 1984), fou campió d'Europa (1984) i aconseguí diverses medalles al Campionat del Món per equips, i Eladi Vallduví, campió del món individual de fossa olímpica (1978, 1982), i participant en cinc edicions dels Jocs Olímpics (1972, 1976, 1980, 1984, 1988), essent diploma olímpic a Moscou (1980).

### El tir des dels Jocs de Barcelona
L'any 1992 es disputaren a Barcelona els Jocs Olímpics, i les proves de tir olímpic es disputaren al Camp de Tir Olímpic de Mollet, construït específicament per a la competició. Catalunya també acollí altres competicions internacionals com el Campionat del Món de tir al plat (1993), la Copa del Món de 50 m carrabina de tres posicions (1994) i el Campionat del Món de tir olímpic (1998).
Alguns tiradors catalans han destacat aquests darrers, aconseguint diferents triomfs a nivell internacional: Josep Bladas fou campió de la Copa del Món de tir al plat (1989), Juan Alcoba, campió del món de fossa universal (2003), Joan Rodón, rècord del món de fossa olímpica (2005), Jordi González, que participà en cinc Jocs Olímpics consecutius (1984, 1988, 1992, 1996, 2000) i fou campió de la Copa del Món de tres posicions (1989, 1992) i en posició estès (1991) i Sònia Franquet, medalla de bronze al Campionat d'Europa (2007) i medalla d'or als Jocs Mediterranis (2009).

## Tiradors destacats
| Dècada de 1920 - Josep Maria Miró - Josep Maria de Pallejà Dècada de 1930 - Antoni Modolell - Bonaventura Bagaria Dècada de 1940 - Pelegrí Esteve Dècada de 1950 - Timoteo González - Luis Palomo - Joan Santiago Malo | Dècada de 1960 - Josep Llorens - Joan Thomas - Josep Cusí - Jaume Bladas Dècada de 1970 - Josep Maria Pigrau - Lluís del Cerro - Ricard Sancho Dècada de 1980 - Eladi Vallduví - Joan Casamajó - Josep Bladas | Dècada de 1990 - Jordi González - Jaume Parés - Enric Claverol Dècada de 2000 - Joan Rodon - Juan Alcoba - Marina Pons Dècada de 2010 - Sònia Franquet |